# Haselhorst (Diesdorf)
Haselhorst ist ein Ortsteil des Fleckens Diesdorf im Altmarkkreis Salzwedel in Sachsen-Anhalt.

## Geographie
Das Dorf liegt im Nordwesten der Altmark, fünf Kilometer südwestlich von Diesdorf, rund sechs Kilometer östlich der niedersächsischen Stadt Wittingen und direkt an der Landesgrenze zwischen Sachsen-Anhalt und Niedersachsen.

## Geschichte

### Mittelalter bis Neuzeit
Die erste urkundliche Erwähnung des Dorfes Haselhorst als villa haslehorst stammt aus dem Jahre 1258, als Besitzungen aus dem Dorf an das Kloster Diesdorf übertragen wurden.
Im Jahre 1375 gehörte Hasselhorst nach dem Landbuch der Mark Brandenburg dem Kloster Diesdorf.
Haselhorst soll nach Hermes und Weigelt erstmals im Jahre 1112 erwähnt worden sein. Das ist aus der Urkunde zu Diesdorf nicht sicher zu erkennen.

### Herkunft des Ortsnamens
Heinrich Sültmann deutet den Namen als Erhebung im „Nassen Moor“ auf der die Haseln stark wachsen. Ein Horst ist eine flache Insel in der Niederung.

### Eingemeindungen
Ursprünglich gehörte das Dorf zum Salzwedelischen Kreis der Mark Brandenburg in der Altmark. Von 1807 bis 1813 lag es im Kanton Diesdorf auf dem Territorium des napoleonischen Königreichs Westphalen. Nach weiteren Änderungen kam die Gemeinde 1816 zum Kreis Salzwedel, dem späteren Landkreis Salzwedel.
Am 20. Juli 1950 wurden die Gemeinden Haselhorst, Molmke und Lindhof zur neuen Gemeinde Lindhorst zusammengeschlossen. Am 15. März 1974 wurde Haselhorst der Gemeinde Waddekath zugeordnet. Mit der Eingemeindung von Waddekath in Diesdorf am 1. Januar 1991 kam der Ortsteil Haselhorst zur Gemeinde Diesdorf.

### Einwohnerentwicklung
| Jahr | Einwohner |
| ---- | --------- |
| 1734 | 32        |
| 1779 | 34        |
| 1789 | 41        |
| 1798 | 28        |
| 1801 | 29        |
| 1818 | 34        |

| Jahr | Einwohner |
| ---- | --------- |
| 1840 | 75        |
| 1885 | 72        |
| 1892 | [00]67    |
| 1900 | [00]79    |
| 1905 | 73        |
| 1910 | [00]65    |

| Jahr | Einwohner |
| ---- | --------- |
| 1925 | 085       |
| 1939 | 073       |
| 1946 | 114       |
| 2015 | [00]041   |
| 2018 | [00]036   |
| 2020 | [00]040   |

| Jahr | Einwohner |
| ---- | --------- |
| 2021 | [00]37    |
| 2022 | [00]44    |
| 2023 | [0]45     |

Quelle, wenn nicht angegeben, bis 1946

## Religion
Die evangelischen Christen aus Haselhorst gehören zur Kirchengemeinde Diesdorf, die zur Pfarrei Diesdorf gehörte und die jetzt betreut wird vom Pfarrbereich Diesdorf im Kirchenkreis Salzwedel im Bischofssprengel Magdeburg der Evangelischen Kirche in Mitteldeutschland.